# Фолиевая кислота
Фо́лиевая кислота́ (лат. acidum folicum; от лат. folium — «лист». Син.: птероилмоноглутаминовая кислота) — водорастворимый витамин, необходимый для роста и развития кровеносной и иммунной систем. Химическое название: N-{4[(2-амино-4-гидрокси-6-птеридил)-метил]-амино}-бензоил-L(+)-глутаминовая кислота.
В молекуле фолиевой кислоты имеется один остаток глутаминовой кислоты, но в конъюгированных формах содержится 2—7 остатков и называются «фолиевые кислоты», «фолаты». Витаминами являются не только сама фолиевая кислота, но и её производные как ди-, три-, полиглутаматы и т. д., все они в совокупности называются фолацин (устар. син.: витамин B9, витамин Bc, витамин M).
В норме в сыворотке крови человека содержится 6—20 нг/мл фолатов, при недостатке фолацина в организме — увеличивается выведение формиминоглутаминовой кислоты с мочой с 35 до 450 мг/сутки и урокининовой кислоты. Недостаток фолиевой кислоты может вызвать мегалобластную анемию у взрослых, а приём фолиевой кислоты во время беременности снижает риск развития дефектов нервной трубки плода.
В то же время избыток фолиевой кислоты (высокое потребление в качестве витаминной добавки) может снижать активность натуральных киллеров, которые участвуют в противовирусном и противоопухолевом иммунитете. В 2005 году было обнаружено, что у 78 % здоровых женщин в постменопаузе в плазме крови содержится неразрушенная фолиевая кислота, что указывает на её избыточное потребление. У них также отмечалась более низкая активность NK-клеток[взаимосвязано?].
Некоторые люди применяют фолиевую кислоту непосредственно в составе жевательной резинки[какой?] для лечения инфекций[каких?] дёсен. Фолиевая кислота часто используется в сочетании с другими витаминами.

## Фолиевая кислота в пищевых продуктах
Животные и человек получают фолиевую кислоту вместе с пищей либо благодаря синтезу микрофлорой кишечника. Фолиевая кислота в значимых количествах содержится в зелёных овощах с листьями, в некоторых цитрусовых, в бобовых, в хлебе из муки грубого помола, дрожжах, печени, входит в состав мёда. Во многих странах законодательство обязывает производителей мучных продуктов обогащать зёрна фолиевой кислотой.
При кулинарной и термической обработке растительных продуктов разрушается до 80 — 95 % содержащейся в них фолиевой кислоты, фолиевая кислота в мясных продуктах подвержена меньшему разрушению при приготовлении блюд.

## История
В 1931 году исследовательница Люси Уиллс сообщила о том, что приём дрожжевого экстракта помогает вылечить анемию у беременных женщин. Это наблюдение привело исследователей в конце 1930-х годов к идентификации фолиевой кислоты как главного действующего фактора в составе дрожжей. Фолиевая кислота была получена из листьев шпината в 1941 году и впервые синтезирована химическим способом группой исследователей под руководством Йеллапрагады Суббарао в 1945.

## Биологическая роль
Фолиевая кислота необходима для создания и поддержания в здоровом состоянии новых клеток, поэтому её наличие особенно важно в периоды быстрого развития организма — на стадии раннего внутриутробного развития и в раннем детстве. Процесс репликации ДНК требует участия фолиевой кислоты, и нарушение этого процесса увеличивает опасность развития раковых опухолей. В первую очередь от нехватки фолиевой кислоты страдает костный мозг, в котором происходит активное деление клеток. Клетки-предшественницы красных кровяных телец (эритроцитов), образующиеся в костном мозге, при недостатке фолиевой кислоты увеличиваются в размере, образуя так называемые мегалобласты (см. макроцитоз), и приводят к мегалобластной анемии. Фолиевая кислота необходима беременным женщинам, особенно на ранних сроках беременности, а также мужчинам для нормальной выработки сперматозоидов.
Наибольшую потребность в фолиевой кислоте испытывают ткани с часто делящимися клетками с интенсивным синтезом ДНК — у взрослого человека это кроветворная ткань, слизистые оболочки, гонады.

## Биохимия
Фолиевая кислота, будучи коферментом ряда ферментов, переносит одноуглеродные фрагменты при биосинтезе многих соединений: метильную группу при биосинтезе метионина и тимина, оксиметильную — при биосинтезе серина, формильную — при новообразовании пуриновых оснований и т. п. Главная активная восстановленная форма фолиевой кислоты — тетрагидрофолиевая (H4-фолиевая) кислота, образуемая с помощью фермента дигидрофолат редуктазы.
Высокие дозы фолиевой кислоты могут маскировать дефицит витамина B12. Фолиевая кислота потребляется клетками в виде её активных метаболитов. Одна из таких форм фолиевой кислоты — 5-метилтетрагидрофолат. Она легкодоступна для транспортировки и усвоения в тканях,  сразу встраивается в фолатный цикл, исключая возможность накопления неметаболизируемых продуктов обмена фолиевой кислоты в крови. 5-метилтетрагидрофолат растворим и химически стабилен в воде, что повышает его биодоступность. Норма его потребления превышает обычную фолиевую кислоту, поэтому риск передозировки низкий.

## Рекомендуемая суточная норма потребления
Степень всасывания и утилизации фолиевой кислоты зависит от характера пищи и способа её приготовления. Биодоступность синтетической фолиевой кислоты выше, чем у фолиевой кислоты, получаемой с пищей. Чтобы сгладить воздействие этих факторов, рекомендуемая суточная норма измеряется в микрограммах «пищевого фолатного эквивалента». Роспотребнадзор (Россия) рекомендует употреблять фолаты взрослым 400 мкг/сутки, детям и подросткам от 50 до 400 мкг/сутки, беременным женщинам употреблять дополнительно 200 мкг, кормящим — 100 мкг. 1 мкг потребляемого с пищей натурального фолата равняется примерно 0,6 мкг фолата, полученного в форме таблеток или в виде синтетических добавок в пище. По данным двух научных исследований 1988 и 1994 годов, большинство взрослых людей потребляют меньше фолиевой кислоты, чем это установлено нормами. В некоторых странах с конца XX века было введено обязательное обогащение продуктов фолиевой кислотой.
В последние годы многие нормы были уточнены, включая и нормы на соединения фолиевой кислоты. Всемирная организация здравоохранения заметно снизила необходимое количество фолатов.
Рекомендуемые ВОЗ нормы потребления фолатов:
| Возраст      | РНП, мкг/сут |
| ------------ | ------------ |
| 0-12 месяцев | 50           |
| 1-3 года     | 70           |
| 4-6 лет      | 100          |
| 6-10 лет     | 150          |
| 11+ лет      | 200          |

Дополнительные количества, которые следует добавить:
| Беременные женщины | +200 |
| Кормящие женщины   | +60  |

Нормы РФ (2008): верхний предел физиологической потребности — 1000 мкг. Суточная доза потребления фолиевой кислоты для женщин репродуктивного возраста для беременных с неотягощенным акушерским анамнезом составляют 400—600 мкг/сут, для кормящих — 500 мкг/сут.

## Гиповитаминоз
В экспериментах установлено, что если в пище животных (например, цыплят) недостаёт фолиевой кислоты, у них задерживается рост и нарушается кроветворение. Очень чувствительны к недостатку витамина В9 молочнокислые бактерии, для которых он является незаменимым ростовым фактором. Человек редко страдает от В9-гиповитаминоза, так как фолиевая кислота синтезируется микрофлорой желудочно-кишечного тракта и всегда поступает в организм в достаточном количестве, но в случае развития этого гиповитаминоза у человека возникает анемия и нарушается пищеварение.
При дефекте гена PCFT, кодирующего протон-сопряженный транспортер фолатов, развивается врожденная мальабсорбция фолатов.
У пациентов с редким синдромом — церебральной фолатной недостаточностью — уровень фолата снижен в центральной нервной системе, при этом уровень фолата в сыворотке может быть в норме. Синдром характеризуется неврологическими и психическими нарушениями.
Фолиевая кислота влияет на метаболизм гомоцистеина, снижая его уровень в крови. Недостаток, к примеру в случаях нарушения всасывания при целиакии, болезни Крона, ведёт к гипергомоцистеинемии.

## Лекарственные взаимодействия

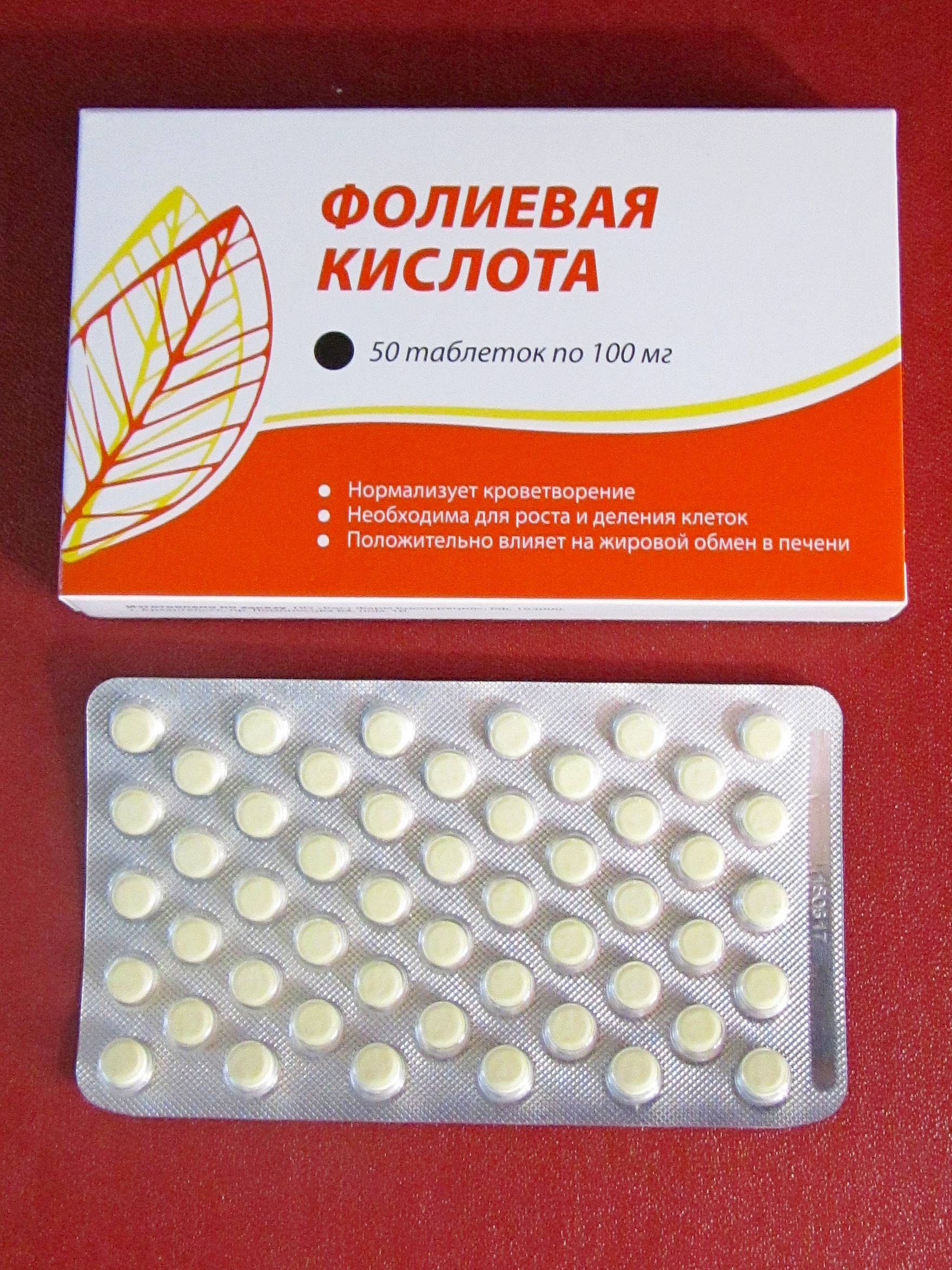
Фолиевая кислота

### Метотрексат
В злокачественных опухолях, как и в остальных зонах быстрого деления клеток, фолиевая кислота особенно необходима, поэтому механизм действия некоторых противоопухолевых средств основан на создании препятствий фолатному метаболизму. Метотрексат ингибирует производство активной формы фолиевой кислоты — тетрагидрофолата. Метотрексат может оказывать токсическое воздействие на организм, вызывая побочные эффекты, такие как воспаления в пищеварительном тракте.
Пациент, принимающий метотрексат, должен неукоснительно следовать указаниям врача.

### Противосудорожные препараты
Противосудорожные препараты (антиконвульсанты), такие как карбамазепин и вальпроевая кислота, используемые в лечении эпилепсии и аффективных расстройств психики, снижают уровни фолиевой кислоты в организме, индуцируя экспрессию цитохромов P450. Как дефицит фолата, так и избыточная эпилептическая активность могут вызывать нарушения в развитии плода при беременности, поэтому врачами уделяется особое внимание беременным женщинам, принимающим антиконвульсанты.

### Противомалярийные препараты
Противомалярийные препараты типа фансидар нарушают обмен фолиевой кислоты в организме плазмодия (малярийный плазмодий, токсоплазмодий). Длительное применение (свыше 3 мес.) приводит к снижению уровня фолиевой кислоты в организме человека. При этом рекомендуется назначение одновременного приема фолиевой кислоты пациентом. Появление кашля на фоне лечения является показателем для отмены противомалярийного препарата.